# Hertsön
Hertsön er en svensk ø i Bottenbugten. En stor del af øen er dækket af en del af byen Luleå.
Som følge af landhævning er øerne Svartön, Mulön, Granön og Björkön blevet en del af Hertsön. Den dækker omkring 73 km2, hvilket gør det til Sveriges 12. største ø.